# Arthur Pater
Arthur Pater, né à Braine-le-Comte, le 7 février 1883 et mort à Charleroi le 9 mai 1932 est un homme de presse carolorégien et un homme politique belge francophone libéral.
Il a été journaliste, rédacteur en chef, directeur du journal La Gazette de Charleroi, conseiller communal à Charleroi et député à la Chambre des représentants belge (1921-1932), élu de Charleroi,,.

## Biographie
Arthur Jean Baptiste Pater, né à Braine-le-Comte, le 7 février 1883 est le fils d'Émile Pater, tourneur en fer et mécanicien, et de Louise Jacobs. Le 26 septembre 1906, Il épouse à Charleroi Nelly Larbalestrier.
Il fait de études à l'Institut commercial des Industriels du Hainaut à Mons. Il était toutefois plus attiré par les lettres que par le commerce.
En 1903, il entre comme journaliste à la Gazette de Charleroi. Il y restera pendant près de trente ans, y devenant rédacteur en chef et directeur en 1920.
Pendant la Première Guerre mondiale, il refuse que la Gazette de Charleroi paraisse sous le contrôle des Allemands.
Il est un grand défenseur de la culture française en Wallonie et un partisan résolu de l'alliance française. Il est membre de l'Assemblée wallonne de 1912 à 1914 et de 1919 à 1932 et membre de son bureau permanent en 1920.
Il est élu député de Charleroi sur la liste libérale à la Chambre des représentants en 1921, réélu en 1925 et 1929. Il est également conseiller communal de Charleroi de 1927 jusqu'à son décès.
À la suite de son décès à Charleroi le 9 mai 1932, il est inhumé au cimetière de Charleroi-nord.

## Hommage
Une rue de Charleroi Ville-Basse derrière le siège du journal La Nouvelle Gazette a été baptisée « rue Arthur Pater ».